# Limbe (Flöte)
Limbe (mongolisch лимбэ) ist eine Querflöte mit sechs Grifflöchern der mongolischen Volksmusik, die zur nomadischen Hirtenkultur gehört und von geübten Spielern üblicherweise mit Zirkularatmung geblasen wird. Das ununterbrochene Flötenspiel zur Begleitung von bis zu 25 Minuten dauernden „langen Liedern“ (urtin duu) wurde 2011 von der UNESCO in die Liste des dringend erhaltungsbedürftigen immateriellen Kulturerbes aufgenommen. Die limbe darf wie die meisten anderen mongolischen Musikinstrumente traditionell nur von Männern gespielt werden. Der Ursprung der ostasiatischen Querflöten wie der limbe und der verwandten dizi in China könnte im 1. Jahrtausend v. Chr. in Nordindien liegen.

## Herkunft und Verbreitung
Zu den frühesten in China gefundenen Flöten gehören eine in die Jungsteinzeit um 6000 v. Chr. datierte Knochenflöte mit sieben Grifflöchern aus dem Kreis Wuyang und weitere Knochenflöten mit Grifflöchern aus dem 5. Jahrtausend v. Chr., die vermutlich als Tierlockruf dienten. Sie wurden wohl zusammenfassend chinesisch guan („Röhre“) genannt. Seit dem 1. Jahrtausend bezeichnet guan auch Rohrblattinstrumente. Piktogrammen aus der späten Shang-Dynastie (um 1200 v. Chr.) zufolge stand yue für eine Panflöte. Aus Ton bestehende Gefäßflöten aus dem 5. Jahrtausend v. Chr., die heute als xun bekannt sind, wurden in der Banpo-Siedlung (Provinz Shaanxi) ausgegraben. Querflöten aus dieser Frühzeit (bis um 2000 v. Chr.) sind nur aus schriftlichen chinesischen Quellen bekannt. Ihr alter Name ist chi.
Diesen Quellen zufolge war die chi eine rituell verwendete Querflöte mit einem großen Innendurchmesser. Zwei vermutlich der chi entsprechende Bambusquerflöten mit fünf Grifflöchern, einer diesen gegenüber um 90 Grad versetzten Anblasöffnung und etwa 30 Zentimetern Länge wurden im Grab des Markgrafen Yi von Zeng (nach 433 v. Chr.) entdeckt. Dies sind die ältesten Funde von Querflöten. Immerhin widerlegen sie die verbreitete Ansicht, dass die Querflöte erst während der Han-Dynastie (207 v. Chr. – 220 n. Chr.) von Zentralasien nach China gebracht wurde. In dieser Zeit war die Querflöte in China als hengchui („quer geblasen“) bekannt und wurde von Militärorchestern für die Musik im  Freien verwendet. Bei der wohl importierten Querflöte der Han-Dynastie waren – wie bei heutigen Querflöten üblich – Anblasloch und Grifflöcher in einer Linie. Ab dem 6. Jahrhundert verbreitete sich die chinesische Querflöte unter dem Namen hengdi („quer Flöte“) und wurde während der Tang-Dynastie (618–907) in die Unterhaltungsorchester am Kaiserhof und in die allgemeine chinesische Musik aufgenommen.
Zusammen mit der Winkelharfe tschang (in China zu konghou), der Laute barbat (zu pipa) und der Kegeloboe surnai (zu suona) wurde die Querflöte in chinesischen Quellen des 1. Jahrtausends als aus dem Westen importiertes Musikinstrument erwähnt. So geht aus dem vom chinesischen Historiker Chen Shou (233–297) um 285 n. Chr. verfassten Geschichtswerk Sanguozhi hervor, dass die Querflöte ein fremdländisches Musikinstrument und im 2. Jahrhundert v. Chr. aus dem „Westlichen Land“ eingeführt worden sei. Mit dem „Westlichen Land“ war ungefähr das Gebiet von Xinjiang über Zentralasien bis Afghanistan und Nordindien gemeint.

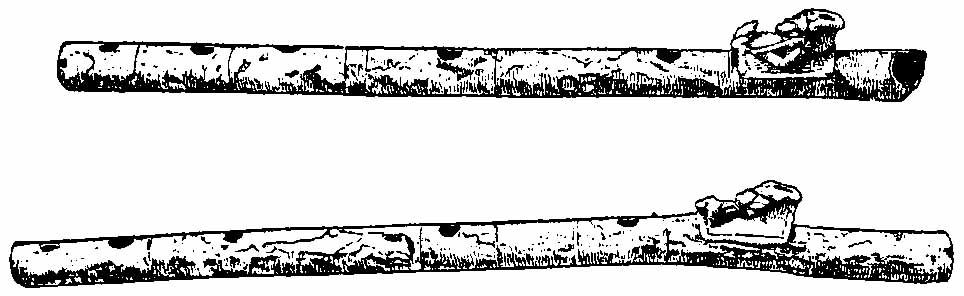
Plagiaulos, zwei römische Querflöten. Zeichnung in der Encyclopædia Britannica von 1911 nach Fundobjekten im British Museum

Querflöten waren in Mesopotamien und im Alten Ägypten unbekannt, im Antiken Griechenland waren sie selten. Der griechisch-römische plagiaulos („querstehender aulos“) ist spätestens seit dem 4. Jahrhundert v. Chr. nachweisbar. Er war wohl wie Längsflöten ein typisches Hirteninstrument, wurde als Lockruf bei der Jagd und zu kultischen Zwecken, etwa beim ägyptischen Isis-Kult, verwendet, besaß aber für das Musikleben insgesamt nur eine geringe Bedeutung. Vom Mittelmeerraum sind aus den ersten vor- und nachchristlichen Jahrhunderten außer dem plagiaulos keine anderen Querflöten bekannt. Damit sind die indischen Querflöten die ältesten, sodass Jeremy Montagu (2013) zufolge eine Ausbreitung der Querflöte von Indien nach Westen Richtung Europa naheliegt.
Die genannten Funde von chinesischen Bambusquerflöten im Grab des Markgrafen haben ihren Ursprung wohl in der dortigen Region, ansonsten ist es möglich, dass auch die zentral- und ostasiatischen Querflöten aus Indien stammen, wo sie in der altindischen Sanskrit-Literatur des 1. Jahrtausends v. Chr. im Norden als vamsha („Bambus“) erwähnt werden. In Südindien war Anfang des 1. Jahrtausends n. Chr. die Querflöte als kuzhal bekannt. Vom Namen vamsha sind die heutigen Bambusquerflöten wie bansuri und bansi abgeleitet. Nach dieser Hypothese gelangte die Querflöte von Indien nach China und weiter bis Japan, wo sie spätestens im 8. Jahrhundert nachweisbar und heute in mehreren Varianten vorhanden ist (etwa ryūteki, komabue, yokobue, shinobue und nōkan).
Ab wann Querflöten in Zentralasien vorkamen, ist unklar. Chinesischen Quellen zufolge waren sie zur Zeit der Han-Dynastie in Zentralasien verbreitet, denn es heißt, eine chinesische Gesandtschaft habe von Zentralasien die Querflöte und die Kenntnis ihrer Spielweise in die Heimat mitgebracht. Ein bekannter chinesischer Musiker des 2. Jahrhunderts v. Chr. soll mit diesem Wissen 28 neue Kriegsmelodien komponiert haben.
Bei Ausgrabungen in Afrasiab nahe Samarqand kamen bruchstückhaft erhaltene Terrakottafiguren von musizierenden Frauen aus der Mitte des 1. Jahrtausends zum Vorschein. Die aufrecht stehenden sogdischen Musikerinnen umgreifen mit beiden Händen ein langes dünnes Blasinstrument, das sie senkrecht nach unten halten und das offenbar eine randgeblasene Längsflöte darstellen soll. Andere Figuren aus Afrasiab spielen Querflöten. Vor allem aus solchen Darstellungen lassen sich Erkenntnisse über die Form und Verwendung der Querflöten gewinnen, denn original sind nur wenige Musikinstrumente erhalten. Auf mehreren Terrakotta-Darstellungen aus Afrasiab ist bei den Querflöten eine seitlich im rechten Winkel angesetzte Anblasröhre zu erkennen, wie sie auch für den griechisch-römischen plagiaulos typisch war. Von diesem Flötentyp wurden auch originale Exemplare ausgegraben. Demnach waren Querflöten im 1. Jahrtausend in Samarqand weit verbreitet und wurden von Frauen und Männern gespielt.
Eine ins 7. Jahrhundert datierte vergoldete Silberschale aus Baktrien zeigt im Relief mythologische Figuren aus der griechisch-buddhistischen Kultur, darunter einen bärtigen Herakles. Nicht zur altgriechischen Kunst gehören jedoch die musizierenden Affen am Rand der Schale. Ein Affe schlägt eine zweifellige Sanduhrtrommel, der andere bläst eine Querflöte, die er mit beiden Händen hält. Die Zahl der Grifflöcher ist nicht erkennbar, die Spielröhre erscheint etwas kürzer und dicker als bei heutigen Flöten. Die ältesten musizierenden Affen wurden von den Sumerern ausgegraben (Mitte 3. Jahrtausend v. Chr.), hier sprechen sie für einen Kontakt zur indischen Kunst. Nach dem 7. Jahrhundert sind kaum noch Darstellungen von Querflöten aus dem südlichen Zentralasien überliefert.
Sogdien war bis zum 8. Jahrhundert vom Buddhismus geprägt. Weiter nördlich, in Ostturkestan, sind von der buddhistischen Kunst Zentralasiens ebenfalls zahlreich musizierende Affen und vor allem bedeutende Wandmalereien erhalten. Auf Wandmalereien, die buddhistische Paradiese darstellen, sind meistens festlich gekleidete Musiker zu sehen, die Tänzer in ihrer Mitte begleiten. Die Musiker auf einer der ältesten buddhistischen Paradiesdarstellungen, einer Wandmalerei in Höhle 220 der Mogao-Grotten bei Dunhuang aus der Tang-Dynastie (618–907), spielen unterschiedliche Lauten, Winkelharfe (tschang), Brettzither (vgl. jetigen), Kegeloboe (suona), Panflöte, Querflöte, Schneckentrompete, Mundorgel, Klangsteinspiel (bianqing) und Trommeln.

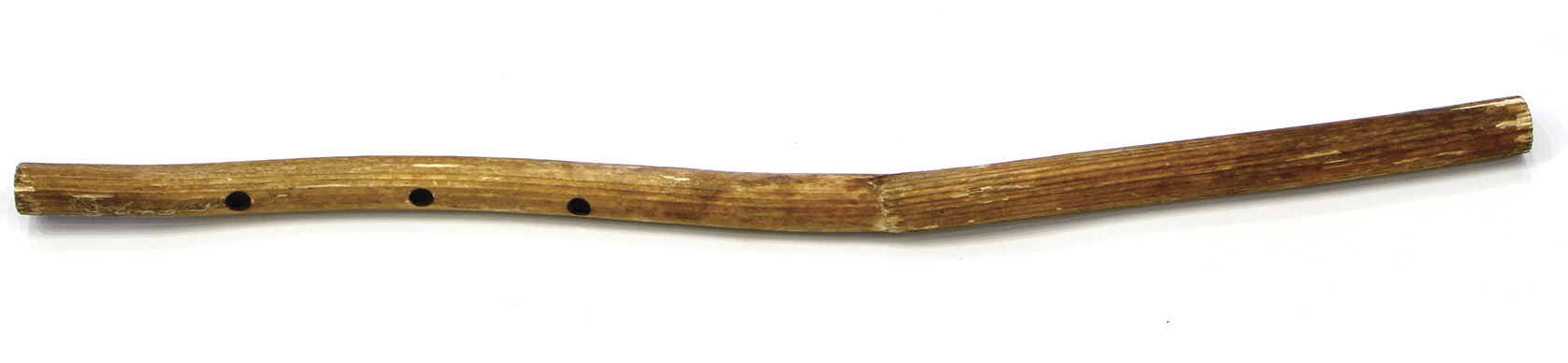
Beidseitig offene kasachische Längsflöte sybyzgy aus Pflanzenrohr mit drei Grifflöchern

Die Querflöte limbe gehört wie die häufigeren Längsflöten zum Instrumentarium der Nomaden und Hirten. Als Hirtenflöte ist die limbe mit den endgeblasenen Rohr- oder Holzflöten tsuur der Mongolen, tschoor der Kirgisen, sybyzgy der Kasachen, tüidük der Turkmenen und kaval der Türken verbunden. Die chinesische Bambusflöte xiao mit Kernspalt gehört dagegen zur rituellen und höfischen Musik.
Die limbe wird bevorzugt von Ethnien im Osten der Mongolei, zu denen die auch in der Landesmitte lebenden Chalcha gehören, gespielt. Der alte mongolische Name bischgüür für Längs- und Querflöten bezeichnet heute die mit der suona verwandte mongolische Kegeloboe. Bischgüür, in klassischem Mongolisch biskigür oder bisigür, ist möglicherweise von persisch bīscha oder pīscha für eine Hirtenflöte aus Pflanzenrohr abgeleitet. Der limbe entsprechende Querflöten sind neben der chinesischen dizi die Bambusquerflöte limba der Burjaten in Ostsibirien, die lingbu in der tibetischen Musik und die zur-lim in Bhutan. Lingbu, tibetisch auch gling-bu, bezeichnet alle tibetischen Flötentypen und im engeren Sinn eine Kernspaltflöte. Speziell die tibetische Querflöte mit sechs oder sieben Grifflöchern wird phred-gling oder ti-gling genannt und nur in der Unterhaltungsmusik verwendet. Andere lingbu genannte Flöten werden beim von Laien aufgeführten tibetischen Ritualtanz ling dro (auch gling-bro) zusammen mit der säkularen Kegeloboe sona (praktisch baugleich mit der sakralen gyaling) verwendet.
Im südlichen Zentralasien sind außerdem im westafghanischen Herat die Messingquerflöte tulak und in der Musik von Tadschikistan und Usbekistan (bei den Karakalpaken) die Querflöte nai bekannt. Die nai ist eng mit der chinesischen dizi und der limbe verwandt, worüber der von der Längsflöte nay übernommene arabisch-persische Name hinwegtäuscht. Roger Blench (2019) vermutet, dass die Bezeichnung nai eine spätere Übernahme nach der Islamisierung der Region ist, um die Flöte durch einen Bezug zur arabisch-muslimischen Kultur aufzuwerten.

## Bauform

Chinesische Querflöte dizi. Anblasloch weit vom rechten Rand entfernt, nach links folgen ein Loch für Mirliton, sechs Grifflöcher und vor dem linken Rand zwei Tonhöhenlöcher

Auch wenn die Querflöte ursprünglich aus Indien nach Ostasien gelangt sein sollte, so besitzen die heutigen Querflöten beider Großregionen doch charakteristische Unterschiede, die auf eine spätere Neugestaltung der zentral- und ostasiatischen Flöten hindeuten. Während die dizi aus unterschiedlichen Bambusarten besteht, wird die Spielröhre der limbe traditionell ebenfalls aus Bambus (hulsan) oder heute auch aus Messing (guulin, zweiteilig). Kunststoff (PVC) oder Hartholz gefertigt. Das obere Ende der Röhre neben der Anblasöffnung ist durch einen Pfropf verschlossen, das untere Ende ist offen. Die Spielröhre hat sechs Grifflöcher (nüh) und häufig weitere Löcher. Von den bis zu zwölf Löchern insgesamt sind vier Tonhöhenlöcher unterhalb der Grifflöcher. Zwei dieser Löcher befinden sich an der Oberseite und zwei gegenüber an der Unterseite. Wenn sie mit irgendeinem Material geschlossen werden, klingt der Grundton der Flöte tiefer. 
Zwischen dem Anblasloch und dem ersten Griffloch ist ein weiteres Loch eingebohrt und mit einer dünnen Membran verschlossen. Diese aufgeklebte Membran gerät durch die Luftschwingungen in der Röhre in Vibration und wirkt als Mirliton, produziert also zum Flötenton einen geräuschhaften „unreinen“ Beiklang. Ein solches Mirliton besaß mutmaßlich auch der antike plagiaulos. Es ist bei den asiatischen Querflöten von der nai bis zur dizi üblich, ebenso bei der thailändischen Kernspaltflöte khlui, bei ihrer kambodschanischen Entsprechung khloy, bei der burmesischen Längsflöte palwei, bei einer großen Zahl von afrikanischen Musikinstrumenten, aber nicht bei indischen Flöten.
In der östlichen Mongolei wird zwischen zwei Varianten unterschieden: eine „männlich“ (ere/er) genannte kurze Flöte mit einer weiten Bohrung, die kräftig (hatuu) angeblasen wird, und eine „weibliche“ (eme/em) Flöte mit einer längeren und dünneren Röhre, die schwach (zöölön) angeblasen wird. Alain Desjacques (2008) unterscheidet einteilige und zweiteilige Flöten aus grauem, hellbraunem und weißem Kunststoff: Die „männlichen“ Flöten sind grau, 54 Zentimeter lang und haben einen Durchmesser von 2,5 Zentimetern. Die „weiblichen“ Flöten sind 51 Zentimeter lang, messen 2 Zentimeter im Durchmesser und bestehen aus hellbraunem Kunststoff oder aus Messing. Beide Varianten sind auf die gleiche Tonhöhe gestimmt. Der Tonumfang beträgt zwei Oktaven und eine Quinte. Hinzu kommt eine Piccoloflöte aus weißem Kunststoff, die eine Oktave höher klingt.

## Spielweise

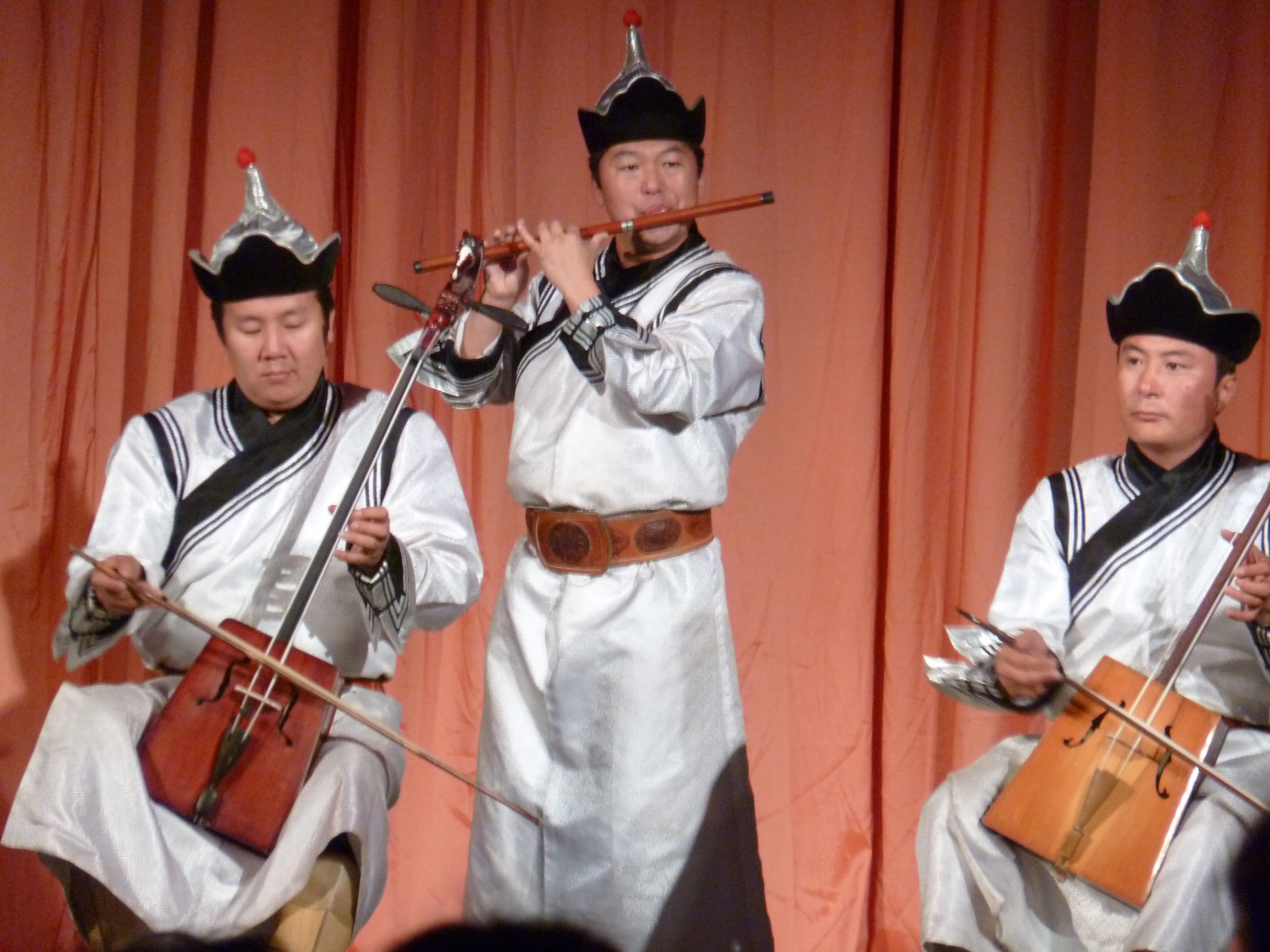
Limbe und zwei Pferdekopfgeigen morin chuur. Konzert mit drei Pferdekopfgeigen, einer Flöte und einem Sänger im Nationaltheater der Mongolei, 2011

Mongolen fühlen sich über die Landesgrenzen der Mongolei, Sibiriens, Chinas und zentralasiatischer Staaten hinweg einem Volk zugehörig. Ungeachtet dessen pflegen die einzelnen Ethnien unterschiedliche Identitäten mit eigenen musikalischen Ausdrucksformen. Generell ist Instrumentalmusik gegenüber den verschiedenen Formen unbegleiteter Vokalmusik zweitrangig. Die limbe ist ein für Nomaden gut geeignetes Musikinstrument, weil sie klein ist und in den Gürtel geschoben bequem transportiert werden kann.
Traditionell wird die limbe von Hirten auf der Weide gespielt. Eine besondere Bedeutung hat die Querflöte, wenn sie alternativ zur Pferdekopfgeige (morin chuur) in einem Ritual eingesetzt wird, das eine Kamelmutter dazu bringen soll, ihr eigenes verstoßenes oder ein fremdes Junges zu akzeptieren. Kamele gebären üblicherweise alle zwei Jahre ein Fohlen. Durch die rauen klimatischen Bedingungen kann es vorkommen, dass das Muttertier oder das Junge die Geburt nicht überleben und das verwaiste Fohlen von einem anderen Muttertier ohne Nachwuchs adoptiert werden muss. Für diesen Fall pflegen die Mongolen in der Morgen- oder Abenddämmerung ein Ritual, bei dem sie Muttertier und Fohlen zusammenbinden und eine Sängerin  „chuus, chuus, chuus...“ zu rufen beginnt. Die Anwesenden haben, um der Bedeutung des Rituals gerecht zu werden, ihre besten Kleider angezogen. Begleitet von einem Musiker mit Pferdekopfgeige oder Querflöte trägt die dicht neben dem Kamel stehende Hirtin und Sängerin (oder ein hierfür engagierter professioneller Sänger) eine Melodie mit Auszügen aus poetischen Versen vor, mit denen das Schreiten des Kamels und dessen Schreie nachgeahmt werden. Die Melodie wird bei dem mehrere Stunden dauernden Ritual an das sich verändernde Verhalten des Muttertiers angepasst. Dieses „Kamel-Besänftigungsritual“ wurde 2015 von der UNESCO in die Liste des dringend erhaltungsbedürftigen immateriellen Kulturerbes aufgenommen. Das von Erfolg gekrönte Ritual sichert das Überleben des Fohlens und sorgt während der Stillzeit für Kamelmilch, die in der Wüste Gobi lebende Nomaden zu ihrer Ernährung brauchen.
Hauptsächlich verwenden die Chalcha die limbe zur Begleitung „langer Lieder“, urtin duu, die sich im 20. Jahrhundert unter den meisten mongolischen Volksgruppen verbreitet haben. Der Name des Genres bezieht sich auf die nur aus wenigen Wörtern bestehenden Verse, die durch melismatische Ornamentierungen auf mehrere Minuten lange Melodien gestreckt werden. Die urtin duu behandeln religiöse, weltanschauliche und rituelle Themen, es geht um Liebe zur Natur, zur Heimat, zum Familienverband und zu den Tieren. Die „langen Lieder“ gehören in der Gobi unverzichtbar zu herausragenden gesellschaftlichen Anlässen. Die Bandbreite der Vokalmusik insgesamt reicht von aizam urtin duu („ausgedehntes/größeres langes Lied“), einem freirhythmischen Gesangsstil mit besonders kunstvoll verzierten Melodien, über besreg urtin duu („kleineres langes Lied“) bis zu bogino duu („kurzes Lied“), rhythmischen kurzen Liedern mit gesungenen Silben ohne Ornamentierung. 
Bei der geschlechtsspezifischen Einteilung der mongolischen Musik sind gutturale Gesänge (höömii) und die am bedeutendsten eingeschätzten urtin duu den Männern vorbehalten. Frauen dürfen auch nicht die limbe und die übrigen mongolischen Musikinstrumente spielen, mit Ausnahme der Maultrommel aman-chuur. Die urtin duu werden von der Pferdekopfgeige und manchmal auch von der Querflöte begleitet. Die Flöte folgt der Gesangsmelodie mit all ihren Verzierungen. Bei der Begleitung der drei bis fünf Strophen umfassenden urtin duu verwenden die Musiker Zirkularatmung (bitegüü amisqal oder bitüü am’sgal, „vollständiger Atem“), dadurch können sie den weitgespannten Melodien bis zu 25 Minuten ohne Unterbrechung folgen. Das komplexe Spiel der limbe erfordert schnelle Fingerläufe und eine bewegliche Zunge.
Bis Anfang des 20. Jahrhunderts besaß nahezu jede mongolische Familie eine morin chuur und eine limbe; der Gesang von urtin duu gehörte zu allen Festen und sonstigen besonderen Ereignissen. Diese Musikinstrumente und die „langen Gesänge“ gelten als Ausdrucksmittel für sämtliche Gefühle und Lebensumstände.
Unter der sozialistischen Kulturpolitik der Mongolischen Volksrepublik in den 1920er und 1930er Jahren wurden „nationale“ Musikinstrumente propagiert und in eine westliche Aufführungspraxis eingebunden, die regionalen ethnischen Traditionen der Nomaden hingegen wurden untersagt. Ziel war – wie auch in den neu gegründeten Sowjetrepubliken, die nationale Identität der jungen sozialistischen Gesellschaft zu fördern. Hierfür wurden große Volksmusikensembles gegründet, zu denen die limbe als einziges Blasinstrument des traditionellen mongolischen Instrumentariums gehörte. Entsprechend wurden an den Musikschulen Klassen für Querflöte eingerichtet.
Dieses Bestreben wurde in der Inneren Mongolei in den 1950er Jahren fortgesetzt, als die Musikindustrie für Tonaufzeichnungen Begleitensembles für urtin duu zusammenstellte, die limbe, das mongolische Hackbrett yoochim (dem chinesischen yangqin entsprechend), die Wölbbrettzither yatga und die Pferdekopfgeige morin chuur enthielten.
In der Inneren Mongolei und in der Provinz Shanxi im Norden Chinas ist die Volksoper er’rentai (auch er ren tai) ein Ausdrucksmittel der einfachen Arbeiter, mit dem sie ihre harten Lebensbedingungen in Form einer regionalen Volksliedgattung, zu der auch Tanz, Musik und das Gespräch untereinander gehören, beschreiben. Die Begleitmusik für die westliche Variante der er’rentai-Aufführungen besteht typischerweise nacheinander aus drei Instrumentengruppen: zunächst eine limbe mit einer viersaitigen mongolischen Röhrenspießgeige chuuchir, nachfolgend Perkussionsinstrumente (Trommeln und hölzerne Klappern) und schließlich das chinesische Hackbrett yangqin, die Zupflaute pipa und die Mondlaute ruan. Weitere mongolische und chinesischen Instrumente können dazukommen.
Bei Konzerten wird heute die limbe selten solistisch gespielt, allenfalls bei einem traditionellen Programm. Meist sorgt die limbe bei einem homophonen Zusammenspiel mehrerer Melodieinstrumente (etwa als Begleitung des urtin duu) für eine zusätzliche hoch klingende Stimme. 
Zur Erklärung, weshalb die limbe mit Zirkularatmung gespielt werden soll, zitiert  Alain Desjacques (2008) einen bekannten mongolischen Flötenbauer, der auf die in vielen Kulturen überlieferte mythische Beziehung zwischen Schmied und Musik verweist: So wie es beim Schmieden weniger auf die einzelnen Hammerschläge, sondern bei dem durch das Feuer erweichten Eisen auf den kontinuierlichen Arbeitsprozess ankommt, der nur ohne Unterbrechung zum gewünschten Ergebnis führt, geht es bei der Musik weniger um den Rhythmus, als vielmehr um die fortwährende ungestörte Entfaltung der Melodie. Die Technik der Zirkularatmung wird auch bei der mongolischen Kegeloboe angewandt. Ihr Name ist bischgüür, wie früher Flöten genannt wurden, und sie besitzt eine magische Bedeutung bei buddhistischen Ritualen in der Hauptstadt Ulaanbaatar.
Der Klang der limbe lässt sich mit der Stimme nachahmen (amaar limbedeh, „die limbe mit dem Mund spielen“) mit einer dem höömii-Gesang ähnlichen Technik oder, indem Luft durch die Nase geblasen wird (hamraar limbedeh, „die limbe mit der Nase blasen“). Die stimmliche Nachahmung der limbe geschieht selten, sie kann von Männern und Frauen praktiziert werden, ist aber nur von alten Menschen bekannt. Inwiefern diese Gesangsform vor der sowjetischen Herrschaft existierte, geht aus den Quellen nicht hervor. Auch hamraar limbedeh war früher eine – kaum bekannte – Gesangstechnik, bezeichnet aber heute das Anblasen der limbe mit der Nase (als Nasenflöte).
Die hölzerne offene Längsflöte tsuur, die der kasachischen sybyzgy entspricht, ist heute selten. Sie wird – anders als die limbe – für den tief klingenden gutturalen Gesang im Westen der Mongolei verwendet.